# Соколовський Дмитро Тимофійович
Дмитро́ Тимофі́йович Соколо́вський (1894 — 1919) — український отаман, один з керівників повстанського руху проти більшовиків в 1919 році на Волині, Київщині та Поділлі.

## Біографія
Народився в селі Горбулів Радомисльського повіту Київської губернії, нині Черняхівського району Житомирської області в сім'ї псаломщика Покровської церкви Тимофія Соколовського. Його мати Євдокія Данилівна, вроджена Квасніцька, походила з польської шляхти. Родина була багатодітною, четверо синів і чотири дочки.
Брав участь у І-й Світовій війні, звання в російській армії — прапорщик.
Працював учителем в українській гімназії, яку створила родина Соколовських в Горбулеві в 1917 році на основі земської школи, входив до Радомишльської групи українських соціалістів-революціонерів.
Збройну боротьбу проти більшовиків почав у січні 1919 року, підтримавши свого молодшого брата Олексу Соколовського, якому було 18 років. Олекса очолював невеликий повстанський загін, який носив назву «Курінь смерті», і боровся спочатку проти гетьмана Скоропадського, а потім проти більшовиків. Загинув 5 січня 1919 року при придушенні більшовицького заколоту в Коростишеві. Тоді більшовики заманили його в пастку.
Після смерті брата Дмитро Соколовський очолив його загін, чисельність якого збільшилась до 500 чоловік. На Великдень 1919 року розгромив більшовицький загін, який прибув у Горбулів з метою арешту отамана. 24 лютого відновив владу УНР в Радомишлі, де основною політичною силою був Бунд, що підтримував більшовиків. 2 березня більшовики знову захопили Радомишль. Дмитро Соколовський повернувся з Горбулева і 8 березня завдав поразки військам червоних у складі двох полків, відновивши владу Директорії у повітовому центрі.
До 20 березня війська УНР, прорвавши фронт біля Житомира та Коростеня, наблизились до Києва. Це дало поштовх для початку масових селянських повстань проти більшовиків. В квітні 1919 року виступи проти більшовиків на Поліссі переросли в масове повстання. Маючи військовий досвід, Дмитро Соколовський організував ефективну систему підпільної боротьби проти більшовиків. Він об'єднав довкола себе селян рідного Горбулева, сіл Моделів, Потіївка, Заньки, Дубовик, Теклянівка, Чайківка, Торчин, Кам'яний Брід, Свидя, Корчівка, Видибор, Ворсівка та інших. В селах повіту отаман сформував козацькі сотні. Селяни могли працювати у власному господарстві, але при потребі за короткий час збиралися у великі повстанські загони, для чого функціонувала система оповіщення та організаційний апарат. Начальником штабу повстанців став Тимофій Соколовський, якому тоді було 67 років. В боях повстанці захопили багато зброї, були у них гармати і кулемети, зброю роздавали по селах, а в Горбулеві діяла зброярня. Чисельність загонів Дмитра Соколовського досягала 8000 козаків. Повстанці взяли під свій контроль весь Радомисльський повіт. 4 квітня 1919 року Рада Народних Комісарів у Харкові оголосила отамана Соколовського поза законом.
10 квітня 1919 року Дмитро Соколовський ввійшов до складу створеного в Трипіллі на Київщині ревкому повстанців, головою якого став Олександр Грудницький, військовим комісаром був отаман Зелений (Данило Терпило), а до складу ревкому входив також отаман Євген Ангел. За іншими даними, до складу ревкому входило 11 представників лівих українських партій (7 комуністів, 2 есери та 2 незалежники), в тому числі і отаман Зелений та Грудницький, а інші повстанські отамани підтримали діяльність комітету, та мали в ньому своїх представників. Ревком мав скоординувати спільні дії повстанців з метою захоплення Києва. Під Києвом, простягнувшись на кілька десятків кілометрів, утворився «Зеленівський фронт». Наступ на Київ з півночі розпочав отаман Соколовський разом із загонами отамана Струка, а отаман Зелений трохи пізніше почав наступ з півдня. Після поразок отамана Зеленого, який відвів свої загони від Києва 14 квітня, Дмитро Соколовський повертається в Горбулів, де знову бореться з більшовиками.
Зазнавши кількох поразок, більшовики кидають проти загонів Соколовського два додаткові піхотні полки та кавалерію. На поміч поліським повстанцям армія УНР висилає загони отамана Волинця з Поділля, які наприкінці квітня 1919 р. разом із соколовцями б'ють червоних у Горбулеві та околицях і в травні поновлюють владу УНР у Радомишлі, а в червні разом із загонами Колесниченка й Палієнка — також у Звягелі.
Влітку 1919 року Дмитро Соколовський контролював район у 150 верст в довжину і 75 верст в ширину від містечка Бишова на сході (Київщина) до Звягеля на заході, і з півночі від с. Кухарів до с. Корнина на півдні. Основним супротивником Дмитра Соколовського на Волині був командир Коростишівського більшовицького загону вільних козаків К. Гелевей. Всю весну і літо 1919 року зі змінним успіхом продовжувались сутички між Коростишівським і Горбулівським загонами.
У липні 1919 року армія УНР Симона Петлюри об'єдналася з Українською Галицькою армією під командуванням генерала Антіна Кравса і почала наступ на Київ. У секретному наказі Петлюри від 17 липня отаману Соколовському пропонувалося висуватися на Київ, координуючи свої дії з отаманами Зеленим та Ангелом. Але піти в цей похід отаману не судилося: в ніч з 7 на 8 серпня його застрелив у Горбулеві пострілом через вікно зрадник-односелець, який спокусився на обіцяну більшовиками винагороду в сім мільйонів рублів.
Під час похорону отамана 11 серпня 1919 року на Горбулів налетів каральний загін більшовиків, повстанці напад відбили, а отамана таємно поховали в лісі, а потім перепоховали на цвинтарі с. Корчівка нинішнього Черняхівського району Житомирської області. Місце поховання Дмитра Соколовського зберігалося в таємниці 90 років — на могилі не було ні хреста, ні горбика. 17 жовтня 2010 року на могилі отамана було урочисто встановлено пам'ятник.
В наступ на Київ повстанську бригаду імені Дмитра Соколовського повів його брат Василь Соколовський, прилучившись до І-го Українського корпусу Української Галицької армії. Невдовзі Василь Соколовський також загинув від рук зрадників-односельців. Старший із братів Соколовських Степан був священиком, він не міг взяти до рук зброю, тому бригаду імені Дмитра Соколовського очолила наймолодша сестра Олександра Соколовська, якій тоді не виповнилося й 17-ти років (отаманша Маруся). Її доля теж склалася трагічно.

## Вшанування пам'яті
В селі Горбулів біля Покровської церкви встановлено пам'ятний знак отаманам Соколовським та всім козакам і козачкам, які боролися з більшовиками. У Житомирі є вулиця Отаманів Соколовських, названа на честь Олекси, Дмитра, Василя та Олександри.

## Відображення в культурі
Дмитро Соколовський є однією з дійових осіб роману Василя Шкляра «Маруся».